# Đội tuyển Davis Cup Moldova
Đội tuyển Davis Cup Moldova đại diện Moldova ở giải đấu quần vợt Davis Cup và được quản lý bởi Liên đoàn quần vợt Cộng hòa Moldova.
Moldova hiện tại thi đấu ở Nhóm III khu vực Âu/Phi. Họ vô địch Nhóm III năm 2000.

## Lịch sử
Moldova tham gia kì Davis Cup đầu tiên năm 1995.  Các vận động viên Moldova trước đó đại diện cho Liên Xô.

## Đội hình hiện tại (2014)
- Radu Albot
- Maxim Dubarenco
- Andrei Ciumac
- Andrei Gorban (vận động viên nghiệp dư)